# Apamea runata
Apamea runata là một loài bướm đêm trong họ Noctuidae.